# Fernanda
Fernanda és un telefilm italià de 2023, dirigida per Maurizio Zaccaro que recorre la vida de Fernanda Wittgens, la primera dona directora de la Pinacoteca de Brera de Milà i una de les primeres dones europees que va ocupar un paper tan prestigiós, i que va ser reconeguda com a «justa» per la Fundació Gariwo l'any 2014 per haver contribuït a salvar la vida de molts jueus perseguits pel règim nazifeixista. S'ha doblat al valencià per a À Punt.
Estrenada en horari de màxima audiència al canal Rai 1 el 31 de gener de 2023, la pel·lícula va ser vista per 3.231.000 espectadors, cosa que representava un 17,1% de quota de pantalla.